# Hořejší jezero
Hořejší jezero (anglicky Lake Superior, francouzsky Lac Supérieur, odžibvejsky Gitchigume) leží v nadmořské výšce 183 m a je nejhlubším jezerem v systému tzv. Velkých jezer v Severní Americe. Jezerem prochází státní hranice mezi Kanadou na severovýchodě (provincie Ontario) a USA na jihu a západě (státy Michigan, Wisconsin a Minnesota). Rozlohou je to největší nebo druhé největší sladkovodní jezero na světě, podle toho, jestli považujeme Michiganské a Huronské za dvě jezera (zvykově) nebo správně hydrologicky za jedno jezero Michigan-Huron. Kotlina jezera je tektonického původu, je vsunutá mezi krystalické horniny Kanadského štítu a v minulosti byla vícekrát vystavena působení ledovcové eroze. Jezero s rozlohou 82 103 km² (z toho 52 256 km² v USA a 29 847 km² v Kanadě) je 563 km dlouhé a maximálně 257 km široké. Průměrně je 147 m hluboké a dosahuje maximální hloubky 406 m. Objem vody je 12 100 km³. Rozloha povodí včetně rozlohy jezera je 207 200 km².

## Pobřeží
Pobřeží je dlouhé 4385 km. Severní břehy jsou vysoké a skalnaté (do 400 m) zatímco jižní jsou převážně nízké a písčité. Pobřeží je velmi členité. Významné zálivy jsou Keweenaw a Whitefish.

## Ostrovy
V Hořejším jezeře leží ostrov Isle Royale, nacházející se na území státu Michigan. V jihozápadní části jezera při pobřeží amerického státu Wisconsin se nachází souostroví Apostle Islands.

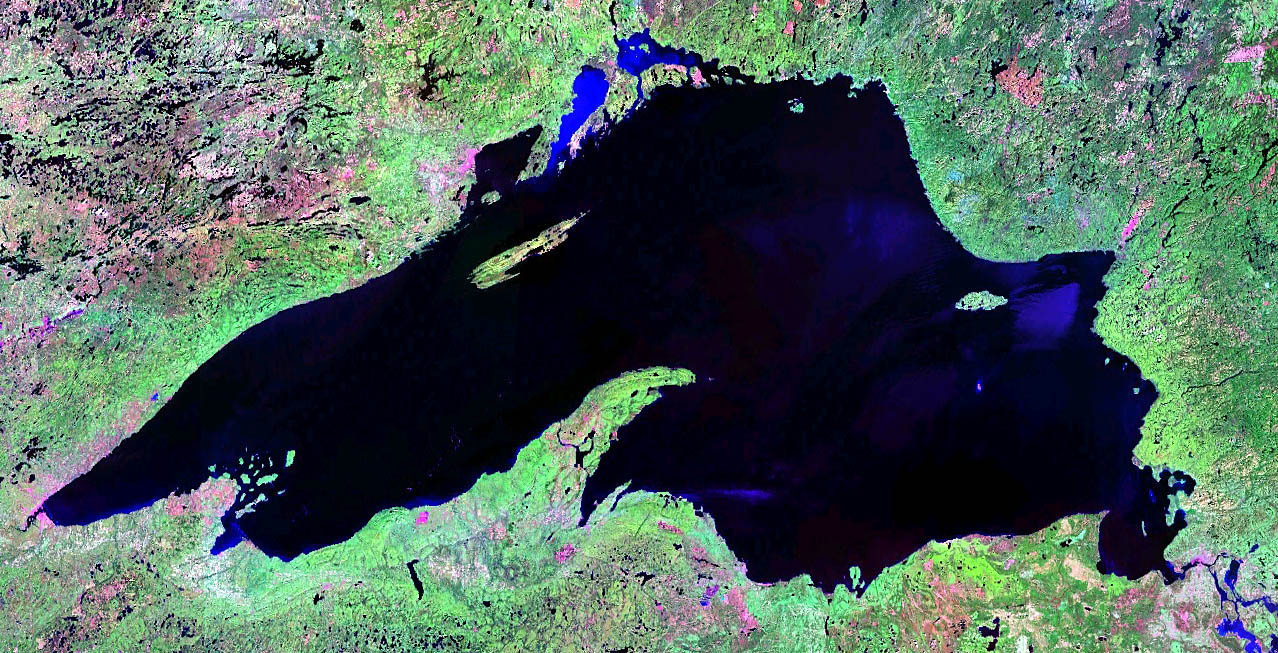
Hořejší jezero

## Vodní režim

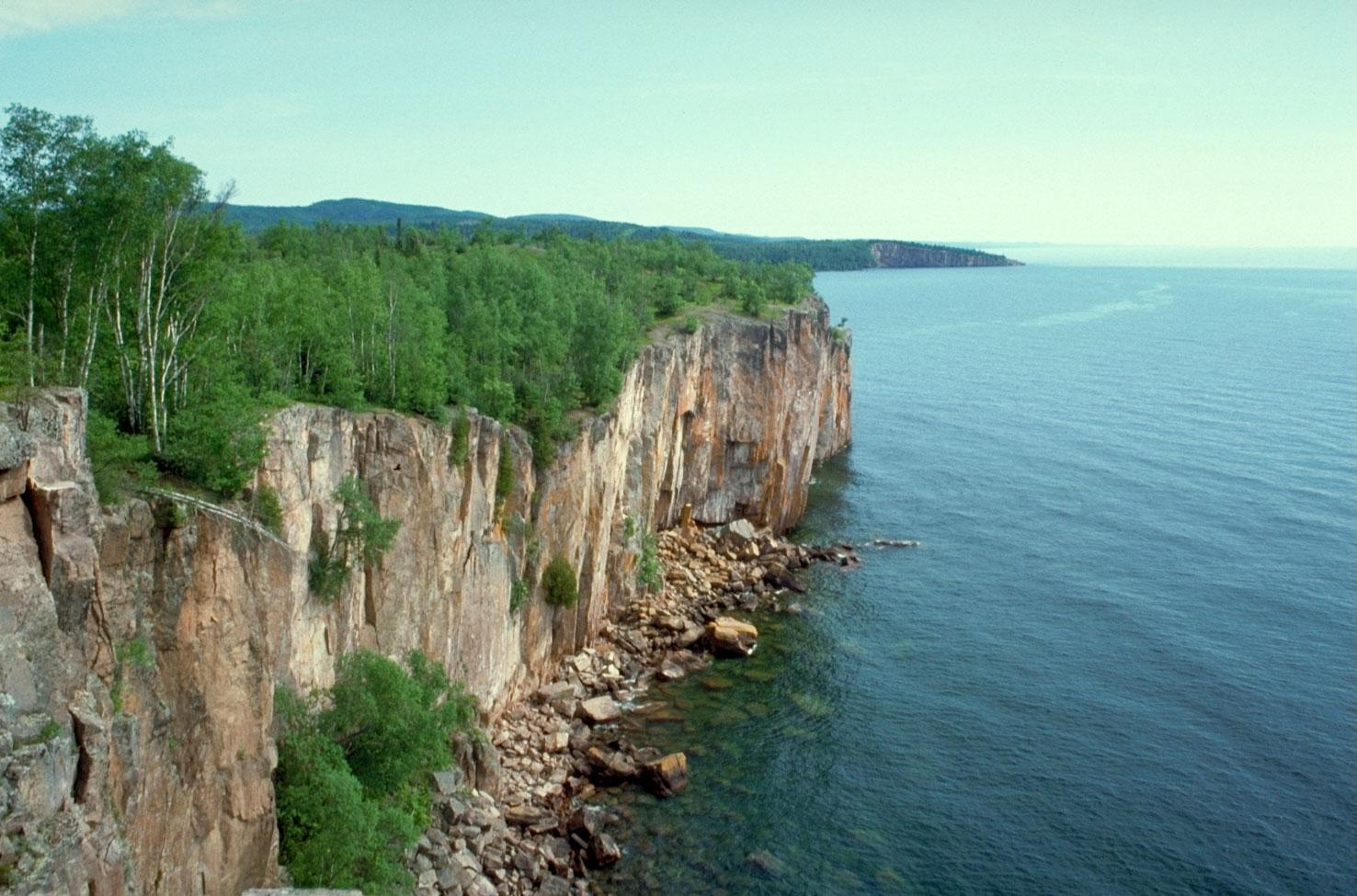
Pobřeží Hořejšího jezera

Jezero nemá velké přítoky. Přitékají do něj menší řeky Nipigon, St. Louis, Pigeon, Pic, White, Michipicoten, Kaministiquia. Z jezera odtéká přes mnohé peřeje řeka svaté Marie (dlouhá 112 km). Kolísání úrovně hladiny je regulováno pro lodní dopravu a energetiku. Pohybuje se v rozsahu 1,1 m (sezónní změny představují 40 až 60 cm s minimem v zimě a maximem v létě).

## Vlastnosti vody
Voda v jezeře je průzračná a chladná (uprostřed u hladiny ani v létě nepřesahuje 4 °C.). Prostřední část jezera nezamrzá v důsledku podzimních a zimních bouří. Pobřežní části se každoročně pokrývají ledem průměrně od začátku prosince do poloviny dubna.

## Fauna
Jezero je bohaté na ryby. Průmyslový význam mají síhové (bílá ryba), pstruzi, jeseteři.

## Lodní doprava
Jezero spojuje lodní doprava s ostatními Velkými jezery. Je hlavním článkem celé vodní cesty. Po kanále Sault Saint Marys s plavebními komorami (obchvat peřejí na řece svaté Marie u města Sault Saint Marys). Plavební sezóna trvá 8 měsíců. Projede tudy na 22 000 lodí a obrat nákladu činí 130 Mt. Převáží se železná ruda, uhlí, obilí, lesní materiály.

## Osídlení pobřeží

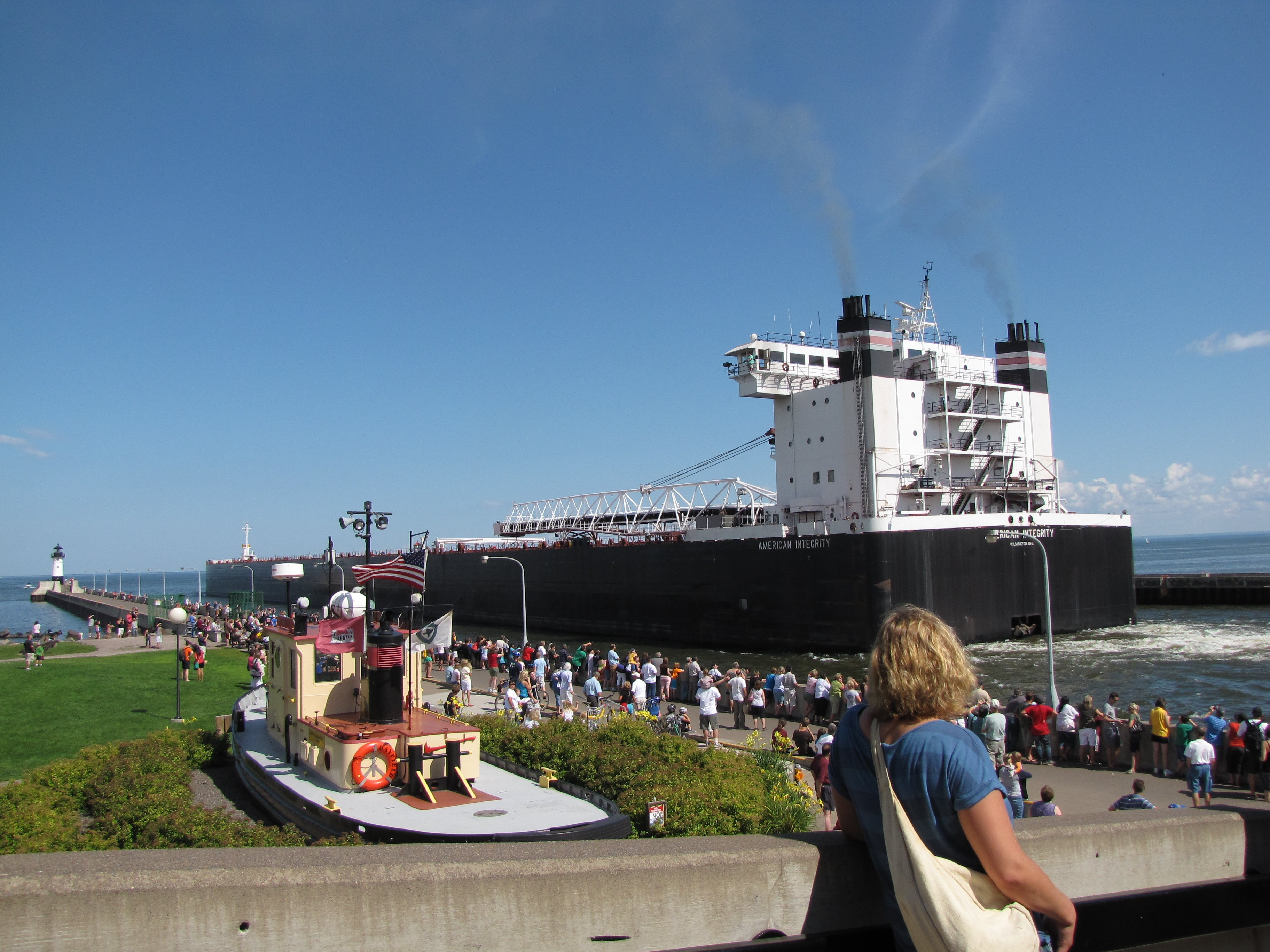
V přístavu Duluth

Na břehu leží města a přístavy Duluth, Superior, Marquette, Ashlend, (USA) a Fort Wiliam, Port Arthur, Thunder Bay (Kanada). V oblasti jezera se nacházejí naleziště železné rudy (poloostrov Keweenaw) a mědi.